# DmC: Devil May Cry
DmC: Devil May Cry är ett actionäventyrspel utvecklat av Ninja Theory och gavs ut av Capcom under januari 2013 till Playstation 3, Xbox 360 och Microsoft Windows. Det är den femte delen i spelserien Devil May Cry, och som fungerar som en reboot till serien. Spelet handlar om Dante, en ung man i början av sin långa saga. 
En remastered-version under titeln DmC: Definitive Edition, som körs på 1080p/60 fps och inklusive all nedladdningsbart innehåll, nya dräkter och nya spelfunktioner såsom ett manuellt målssystem, gavs ut till Playstation 4 och Xbox One den 10 mars 2015.